# أنت عمري (مسلسل سوري)
أنت عمري مسلسل سوري تلفزيوني من نوع الكوميدي.

## أبطال العمل
أيمن زيدان، أيمن رضا، روعة ياسين، نجاح حفيظ، حسن عويتي، لينا حوارنة، حسام تحسين بك وندين تحسين بك أيمن رضا، شكران مرتجى، باسم ياخور، سليم كلاس.

## أحداث المسلسل
تدور مغامرات هذا المسلسل حول شخص يُدعى نبيل شق ثيابه، متزوج ولديه بنت وولد،  نبيل في المسلسل  رجل محظوظ ،يحالفه الحظ  على الدوام حيث انه يربح العديد من الجوائز في سياق العمل وهذا ما يجلب له المال لذلك  تخشى زوجته أن يتزوج عليها بامرأة ثانية إذا ما أصبح رجلا ثريا، وهذه العقدة النفسية التي تكونت لديها تدفعها دائما لجعل زوجها يخسر أمواله، لكن دائما يحصل عكس ما تريده لأن زوجها دائماً يحالفه الحظ فيربح في كل أعماله ويُكون ثروة كبيرة نتيجة لذلك.